# Pai Gomes Charinho

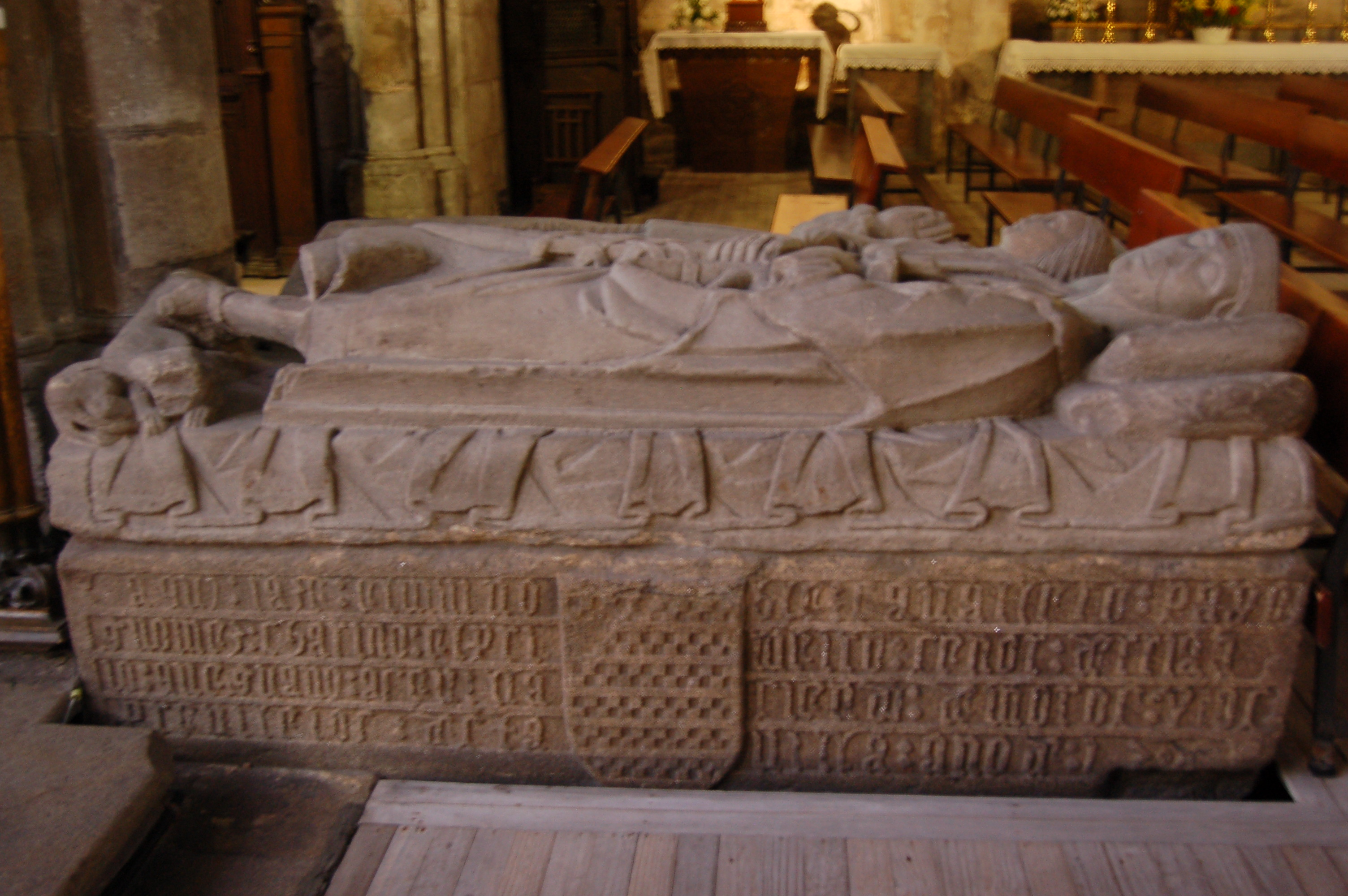
Túmulo de Pai Gomes Charinho.

Pai Gomes Charinho ou Paio Gomes Charinho foi um trovador e almirante galego, nascido em Pontevedra, descendente de uma família ilustre. Viveu no final do século XIII.
Nomeado Almirante do Mar por Afonso X de Leão e Castela, foi mais tarde destituído do cargo, como ele próprio confessou num serventês em que comparava o carácter inconstante do monarca à instabilidade do mar. A sua experiência marítima reflecte-se nas interessantes barcarolas que escreveu. Amigo de Sancho IV de Leão e Castela, contou sempre com a intervenção do filho e sucessor do monarca a seu favor.
A sua obra consta de vinte e oito poesias: dezenove cantigas de amor, seis cantigas de amigo, um serventês, uma cantiga de escárnio contra o trovador Afonso Lopes de Baião, e uma tenção, escrita provavelmente de parceria com o próprio rei Afonso X. Na sua poesia nota-se uma propensão para a melancolia e para a escolha de temas sentimentais, e a sua linguagem, mesmo nas tenções, não ultrapassa os limites do decoro, mas também não perde o seu teor mordaz.
Envolveu-se em conspirações que tiveram lugar à morte de Sancho IV, sendo em consequência assassinado. Foi sepultado no convento Franciscano de Pontevedra.
Era pai de Álvaro Pais Gomes Charinho.
No epitáfio acrescentado ao seu sepulcro em finais do século XV, escrito em castelhano, consta o nome de Payo Guomez Charino. Mas nos textos do próprio Pai Gomes aparecem diferentes nomes, como Pae Gomez Charinho, Paay Gomez Charinho, Pae Gomez ou Pay Gomez . 
"Pai" seria possivelmente somente uma alcunha, ou então já, e à semelhança do sobrenome "Pais", uma corrupção de "Paio" , que por sua vez é uma corrupção de Pelágio. "Pai" não estando portanto associado ao nome comum "pai", que só se popularizaria no século XVI - apesar de haver uso esporádico com este sentido já no tempo de Charinho.